# Atlanta (Kansas)
Atlanta és una població dels Estats Units a l'estat de Kansas. Segons el cens del 2000 tenia 255 habitants.

## Demografia
Segons el cens del 2000, Atlanta tenia 255 habitants, 99 habitatges, i 70 famílies. La densitat de població era de 196,9 habitants per km².
Dels 99 habitatges en un 29,3% hi vivien nens de menys de 18 anys, en un 56,6% hi vivien parelles casades, en un 9,1% dones solteres, i en un 28,3% no eren unitats familiars. En el 28,3% dels habitatges hi vivien persones soles el 14,1% de les quals corresponia a persones de 65 anys o més que vivien soles. El nombre mitjà de persones vivint en cada habitatge era de 2,58 i el nombre mitjà de persones que vivien en cada família era de 3,07.
Per edats la població es repartia de la següent manera: un 29,4% tenia menys de 18 anys, un 5,9% entre 18 i 24, un 25,9% entre 25 i 44, un 24,7% de 45 a 60 i un 14,1% 65 anys o més.
L'edat mediana era de 36 anys. Per cada 100 dones de 18 o més anys hi havia 85,6 homes.
La renda mediana per habitatge era de 29.375 $ i la renda mediana per família de 36.250 $. Els homes tenien una renda mediana de 31.250 $ mentre que les dones 19.286 $. La renda per capita de la població era de 12.727 $. Entorn del 13,4% de les famílies i el 15,5% de la població estaven per davall del llindar de pobresa.

## Poblacions més properes
El següent diagrama mostra les poblacions més properes.